# Hrvatski Nogometni Klub Rijeka 2024-2025
Questa voce raccoglie le informazioni riguardanti la Hrvatski Nogometni Klub Rijeka nelle competizioni ufficiali della stagione 2024-2025.

## Stagione
Nella stagione 2024-2025 il Rijeka riuscì a centrare il double campionato-coppa nazionale, nonostante si fosse indebolito cedendo molti dei suoi giocatori migliori per risanare il bilancio. In estate cedette Labrović, Pjaca, Mitrović, Ivanović e Hodža, per poi esonerare inaspettatamente dopo appena due giornate Željko Sopić, cui subentrò uno dei suoi assistenti, il montenegrino Radomir Đalović. In Conference League il club non riuscì a conquistare la qualificazione alla fase campionato, venendo eliminato dall'Olimpia Lubiana (1-1 a Fiume e umiliante sconfitta per 5-0 a Lubiana). In campionato, invece, il club rimase imbattuto per tutta la prima metà, laureandosi campione d'inverno nonostante i numerosi pareggi, dei quali non riuscirono ad approfittare le discontinue contendenti per il titolo Dinamo Zagabria e Hajduk Spalato. Nel mercato di gennaio, tuttavia, il club fu costretto per ragioni finanziarie a cedere Pašalić, Galešić e Smolčić indebolendo considerevolmente la difesa e la fascia destra. Arrivarono così le prime sconfitte in campionato, alla ventesima e ventunesima giornata, contro Varaždin e Istria 1961, che le costarono il sorpasso dell'Hajduk. Nelle giornate successive si verificarono sorpassi e controsorpassi in vetta tra Rijeka e Hajduk con la Dinamo Zagabria terza incomoda. Riconquistata la vetta alla ventinovesima giornata, nelle successive tre giornate il Rijeka subì tre sconfitte consecutive, venendo agganciata al primo posto dall'Hajduk (anch'esso in crisi con un solo punto in tre partite) e permettendo alla Dinamo di accorciare il divario dalla vetta da -7 a -1. Il Rijeka riuscì a vincere le due partite successive, staccando in classifica l'Hajduk e mantenendo il punto di vantaggio sulla Dinamo che nel frattempo si era imposta nello scontro diretto contro gli spalatini allontanandoli a -5 dalla vetta. Nell'anticipo della trentacinquesima (e penultima) giornata, tuttavia, la Dinamo fu fermata sul pari dalla Lokomotiva, agganciando momentaneamente il Rijeka, che tuttavia era in vantaggio negli scontri diretti; ciò significava che al Rijeka sarebbe bastata una vittoria nelle due partite rimanenti per conquistare il titolo di campione: fallito il primo match point perdendo lo scontro diretto contro l'Hajduk (che così tornava in corsa per il titolo, accorciando il divario dalla vetta a due punti), all'ultima giornata il Rijeka si impose per 2-0 sullo Slaven Belupo e conquistò il titolo di campione di Croazia in virtù dei migliori risultati negli scontri diretti contro la Dinamo Zagabria, con la quale era a pari punti. Pochi giorni dopo vinse anche la Coppa di Croazia imponendosi per 1-0 nella finale di ritorno contro lo Slaven Belupo (la finale di andata era terminata 1-1).

## Rosa
| N. |                                 | Ruolo | Calciatore       |
| -- | ------------------------------- | ----- | ---------------- |
| 2  | Croazia (bandiera)              | D     | Lovro Kitin      |
| 3  | Croazia (bandiera)              | D     | Bruno Goda       |
| 4  | Croazia (bandiera)              | C     | Niko Janković    |
| 5  | Croazia (bandiera)              | D     | Mile Škorić      |
| 6  | Bosnia ed Erzegovina (bandiera) | D     | Stjepan Radeljić |
| 7  | Francia (bandiera)              | A     | Naïs Djouahra    |
| 8  | Slovenia (bandiera)             | C     | Dejan Petrovič   |
| 9  | Croazia (bandiera)              | A     | Duje Čop         |
| 10 | Croazia (bandiera)              | C     | Toni Fruk        |
| 11 | Croazia (bandiera)              | A     | Gabriel Rukavina |
| 13 | Bosnia ed Erzegovina (bandiera) | P     | Martin Zlomislić |
| 14 | Bosnia ed Erzegovina (bandiera) | C     | Amer Gojak       |
| 15 | Macedonia del Nord (bandiera)   | D     | Jovan Manev      |

| N. |                                 | Ruolo | Calciatore       |
| -- | ------------------------------- | ----- | ---------------- |
| 17 | Bosnia ed Erzegovina (bandiera) | A     | Luka Menalo      |
| 18 | Albania (bandiera)              | C     | Lindon Selahi    |
| 20 | Croazia (bandiera)              | A     | Dominik Dogan    |
| 21 | Bosnia ed Erzegovina (bandiera) | C     | Silvio Ilinković |
| 22 | Croazia (bandiera)              | D     | Ante Oreč        |
| 24 | Croazia (bandiera)              | D     | Bruno Burčul     |
| 27 | Croazia (bandiera)              | A     | Šimun Butić      |
| 30 | Croazia (bandiera)              | C     | Bruno Bogojević  |
| 34 | Serbia (bandiera)               | D     | Mladen Devetak   |
| 37 | Gambia (bandiera)               | A     | Cherno Saho      |
| 45 | Croazia (bandiera)              | D     | Ante Majstorović |
| 55 | Croazia (bandiera)              | D     | Petar Raguž      |
| 99 | Serbia (bandiera)               | P     | Aleksa Todorović |

## Risultati

### HNL
| Arbitro: | Igor Pajač (Sveti Ivan Zelina) |

|                                           |           |  |
| Fruk 13’ Ivanović 28’ Hodža 70’ Butić 83’ | Marcatori |  |

| Varaždin 11 agosto 2024, ore 21:00 CEST (UTC+2) 2ª giornata | Varaždin                       | 0 – 0 referto | Rijeka | Varteks (1 956 spett.)\| Arbitro: \| Tihomir Pejin (Donji Miholjac) \| |
| Arbitro:                                                    | Tihomir Pejin (Donji Miholjac) |               |        |                                                                        |

| Arbitro: | Toni Dadić (Zagabria) |

|                                            |           |  |
| Rukavina 19’ Pašalić 24’ Ivanović 28’, 66’ | Marcatori |  |

| Arbitro: | Ante Čulina (Zagabria) |

|  |           |                          |
|  | Marcatori | 13’ Radeljić 60’ Pašalić |

| Arbitro: | Duje Strukan (Spalato) |

|           |           |              |
| Hodža 50’ | Marcatori | 22’ Petković |

| Arbitro: | Zdenko Lovrić (Đakovo) |

|  |           |              |
|  | Marcatori | 58’ Janković |

| Arbitro: | Mario Zebec (Cestica) |

|                                |           |  |
| Fruk 3’ Andrić 20’ Galešić 81’ | Marcatori |  |

| Fiume 29 settembre 2024, ore 20:00 CEST (UTC+2) 8ª giornata | Rijeka                 | 0 – 0 referto | Hajduk Spalato | Rujevica (7 505 spett.)\| Arbitro: \| Ante Čulina (Zagabria) \| |
| Arbitro:                                                    | Ante Čulina (Zagabria) |               |                |                                                                 |

| Koprivnica 5 ottobre 2024, ore 18:30 CEST (UTC+2) 9ª giornata | Slaven Belupo         | 0 – 0 referto | Rijeka | Gradski (913 spett.)\| Arbitro: \| Mario Zebec (Cestica) \| |
| Arbitro:                                                      | Mario Zebec (Cestica) |               |        |                                                             |

| Arbitro: | Duje Strukan (Spalato) |

|                            |           |                          |
| Karačić 26’ Čop 67’ (rig.) | Marcatori | 23’ Radeljić 90’ Smolčić |

| Arbitro: | Toni Dadić (Zagabria) |

|             |           |                 |
| Galešić 15’ | Marcatori | 31’ (rig.) Šego |

| Arbitro: | Mateo Erceg (Benkovac) |

|  |           |          |
|  | Marcatori | 77’ Fruk |

| Arbitro: | Igor Pajač (Sveti Ivan Zelina) |

|          |           |             |
| Fruk 51’ | Marcatori | 90+5’ Hasić |

| Zagabria 23 novembre 2024, ore 17:45 CET (UTC+1) 14ª giornata | Dinamo Zagabria        | 0 – 0 referto | Rijeka | Maksimir (12 066 spett.)\| Arbitro: \| Duje Strukan (Spalato) \| |
| Arbitro:                                                      | Duje Strukan (Spalato) |               |        |                                                                  |

| Arbitro: | Igor Pajač (Sveti Ivan Zelina) |

|              |           |  |
| Rukavina 85’ | Marcatori |  |

| Arbitro: | Patrik Kolarić (Čakovec) |

|  |           |             |
|  | Marcatori | 19’ Devetak |

| Arbitro: | Mateo Erceg (Benkovac) |

|               |           |                         |
| Kalik 7’, 36’ | Marcatori | 12’ Janković 47’ Selahi |

| Arbitro: | Dario Bel (Osijek) |

|                          |           |  |
| Pašalić 60’ Janković 75’ | Marcatori |  |

| Arbitro: | Dario Bel (Osijek) |

|                                        |           |             |
| Djouahra 22’, 49’ Fruk 41’ Pašalić 60’ | Marcatori | 53’ Vuković |

| Arbitro: | Ante Čulina (Zagabria) |

|              |           |  |
| Latković 31’ | Marcatori |  |

| Arbitro: | Oliver Romić (Osijek) |

|  |           |           |
|  | Marcatori | 38’ Gagua |

| Arbitro: | Mateo Erceg (Benkovac) |

|  |           |                      |
|  | Marcatori | 15’ Čop 37’ Janković |

| Arbitro: | Dario Bel (Osijek) |

|                                                |           |  |
| Djouahra 27’ Janković 39’ Petrovič 44’ Čop 52’ | Marcatori |  |

| Velika Gorica 1 marzo 2025, ore 15:00 CET (UTC+1) 24ª giornata | HNK Gorica             | 0 – 0 referto | Rijeka | Radnik (1 859 spett.)\| Arbitro: \| Ante Čulina (Zagabria) \| |
| Arbitro:                                                       | Ante Čulina (Zagabria) |               |        |                                                               |

| Arbitro: | Igor Pajač (Sveti Ivan Zelina) |

|          |           |             |
| Fruk 16’ | Marcatori | 39’ Santini |

| Arbitro: | Dario Bel (Osijek) |

|                                   |           |  |
| Fruk 25’, 89’ Janković 35’ (rig.) | Marcatori |  |

| Arbitro: | Mateo Erceg (Benkovac) |

|                      |           |          |
| Grgić 64’ Dolček 76’ | Marcatori | 17’ Fruk |

| Arbitro: | Zdenko Lovrić (Đakovo) |

|  |           |          |
|  | Marcatori | 72’ Fruk |

| Arbitro: | Mateo Erceg (Benkovac) |

|              |           |  |
| Menalo 90+2’ | Marcatori |  |

| Arbitro: | Dario Bel (Osijek) |

|                     |           |  |
| Lawal 28’ Rozić 70’ | Marcatori |  |

| Arbitro: | Ante Čulina (Zagabria) |

|  |           |                        |
|  | Marcatori | 32’ Omerović 53’ Soldo |

| Arbitro: | Patrik Kolarić (Čakovec) |

|           |           |  |
| Pjaca 13’ | Marcatori |  |

| Arbitro: | Duje Strukan (Spalato) |

|                          |           |               |
| Janković 9’ Rukavina 30’ | Marcatori | 82’ Halilović |

| Arbitro: | Ante Čulina (Zagabria) |

|  |           |              |
|  | Marcatori | 65’ Djouahra |

| Arbitro: | Igor Pajač (Sveti Ivan Zelina) |

|                                  |           |         |
| Livaja 12’ (rig.) Trajkovski 78’ | Marcatori | 73’ Čop |

| Arbitro: | Dario Bel (Osijek) |

|                       |           |  |
| Janković 12’ Fruk 50’ | Marcatori |  |

### Coppa di Croazia
| Arbitro: | Ivan Vukančić (Benkovac) |

|              |           |                                     |
| K. Medić 83’ | Marcatori | 10’ Andrić 33’ Pašalić 60’ Radeljić |

| Arbitro: | Oliver Romić (Osijek) |

|  |           |                            |
|  | Marcatori | 60’, 62’ Pašalić 90’ Butić |

| Arbitro: | Patrik Kolarić (Čakovec) |

|            |           |                           |
| Livaja 29’ | Marcatori | 6’ Djouahra 14’, 51’ Fruk |

| Arbitro: | Igor Pajač (Zagabria) |

|          |           |  |
| Fruk 86’ | Marcatori |  |

| Arbitro: | Patrik Kolarić (Čakovec) |

|           |           |          |
| Bosec 69’ | Marcatori | 25’ Fruk |

| Arbitro: | Dario Bel (Osijek) |

|              |           |  |
| Djouahra 60’ | Marcatori |  |

### UEFA Europa League

#### Secondo turno preliminare
| Sibiu 25 luglio 2024, ore 20:00 EEST (UTC+3) Andata | Corvinul Hunedoara | 0 – 0 referto | Rijeka | Stadio Municipale di Sibiu (7 432 spett.)\| Arbitro: \| Philip Farrugia \| |
| Arbitro:                                            | Philip Farrugia    |               |        |                                                                            |

| Arbitro: | Sivert Øksnes Amland |

|              |           |  |
| Petrovič 12’ | Marcatori |  |

#### Terzo turno preliminare
| Arbitro: | Anastasios Sidiropoulos |

|               |           |             |
| Galešić 45+2’ | Marcatori | 24’ Abdulai |

| Arbitro: | Andris Treimanis |

|                      |           |  |
| Baidoo 68’ Qasem 83’ | Marcatori |  |

### UEFA Conference League

#### Turno di Play-off
| Arbitro: | César Soto Grado |

|              |           |                  |
| Ivanović 33’ | Marcatori | 76’ (rig.) Lucas |

| Arbitro: | Urs Schnyder |

|                                                   |           |  |
| Florucz 2’ Thalisson 13’, 45’ Kojić 35’ Lucas 47’ | Marcatori |  |

## Statistiche

### Statistiche di squadra
| Competizione           | Punti | In casa | In casa | In casa | In casa | In casa | In casa | In trasferta | In trasferta | In trasferta | In trasferta | In trasferta | In trasferta | Totale | Totale | Totale | Totale | Totale | Totale | DR  |
| Competizione           | Punti | G       | V       | N       | P       | Gf      | Gs      | G            | V            | N            | P            | Gf           | Gs           | G      | V      | N      | P      | Gf     | Gs     | DR  |
| ---------------------- | ----- | ------- | ------- | ------- | ------- | ------- | ------- | ------------ | ------------ | ------------ | ------------ | ------------ | ------------ | ------ | ------ | ------ | ------ | ------ | ------ | --- |
| HNL                    | 65    | 18      | 11      | 5       | 2       | 34      | 9       | 18           | 7            | 6            | 5            | 15           | 12           | 36     | 18     | 11     | 7      | 49     | 21     | +28 |
| Coppa di Croazia       | -     | 2       | 2       | 0       | 0       | 2       | 0       | 4            | 3            | 1            | 0            | 10           | 3            | 6      | 5      | 1      | 0      | 12     | 3      | +9  |
| UEFA Europa League     | -     | 2       | 1       | 1       | 0       | 2       | 1       | 2            | 0            | 1            | 1            | 0            | 2            | 4      | 1      | 2      | 1      | 2      | 3      | -1  |
| UEFA Conference League | -     | 1       | 0       | 1       | 0       | 1       | 1       | 1            | 0            | 0            | 1            | 0            | 5            | 2      | 0      | 1      | 1      | 1      | 6      | -5  |
| Totale                 | -     | 23      | 14      | 7       | 2       | 39      | 11      | 25           | 10           | 8            | 7            | 25           | 22           | 48     | 24     | 15     | 9      | 64     | 33     | +31 |

### Andamento in campionato
| Giornata  | 1 | 2 | 3 | 4 | 5 | 6 | 7 | 8 | 9 | 10 | 11 | 12 | 13 | 14 | 15 | 16 | 17 | 18 | 19 | 20 | 21 | 22 | 23 | 24 | 25 | 26 | 27 | 28 | 29 | 30 | 31 | 32 | 33 | 34 | 35 | 36 |
| --------- | - | - | - | - | - | - | - | - | - | -- | -- | -- | -- | -- | -- | -- | -- | -- | -- | -- | -- | -- | -- | -- | -- | -- | -- | -- | -- | -- | -- | -- | -- | -- | -- | -- |
| Luogo     | C | T | C | T | C | T | C | C | T | T  | C  | T  | C  | T  | C  | T  | T  | C  | C  | T  | C  | T  | C  | T  | C  | C  | T  | T  | C  | T  | C  | T  | C  | T  | T  | C  |
| Risultato | V | N | V | V | N | V | V | N | N | N  | N  | V  | N  | N  | V  | V  | N  | V  | V  | P  | P  | V  | V  | N  | N  | V  | P  | V  | V  | P  | P  | P  | V  | V  | P  | V  |
| Posizione | 2 | 3 | 2 | 2 | 2 | 1 | 1 | 1 | 2 | 2  | 2  | 2  | 2  | 2  | 2  | 1  | 1  | 1  | 1  | 1  | 2  | 1  | 1  | 1  | 2  | 1  | 2  | 2  | 1  | 1  | 1  | 1  | 1  | 1  | 1  | 1  |

Fonte:  HNL 2024/2025, su weltfussball.de.
Legenda:

Luogo: C = Casa; T = Trasferta. Risultato: V = Vittoria; N = Pareggio; P = Sconfitta.

### Statistiche dei giocatori
| Giocatore      | HNL      | HNL  | HNL         | HNL        | Coppa di Croazia | Coppa di Croazia | Coppa di Croazia | Coppa di Croazia | UEFA Europa League | UEFA Europa League | UEFA Europa League | UEFA Europa League | UEFA Conference League | UEFA Conference League | UEFA Conference League | UEFA Conference League | Totale   | Totale | Totale      | Totale     |
| Giocatore      | Presenze | Reti | Ammonizioni | Espulsioni | Presenze         | Reti             | Ammonizioni      | Espulsioni       | Presenze           | Reti               | Ammonizioni        | Espulsioni         | Presenze               | Reti                   | Ammonizioni            | Espulsioni             | Presenze | Reti   | Ammonizioni | Espulsioni |
| -------------- | -------- | ---- | ----------- | ---------- | ---------------- | ---------------- | ---------------- | ---------------- | ------------------ | ------------------ | ------------------ | ------------------ | ---------------------- | ---------------------- | ---------------------- | ---------------------- | -------- | ------ | ----------- | ---------- |
| K. Andrić      | 9        | 1    | 1           | 0          | 2                | 1                | 0                | 0                | 0                  | 0                  | 0                  | 0                  | 2                      | 0                      | 0                      | 0                      | 13       | 2      | 1           | 0          |
| E. Banda       | 1        | 0    | 0           | 0          | 0                | 0                | 0                | 0                | 2                  | 0                  | 0                  | 0                  | 0                      | 0                      | 0                      | 0                      | 3        | 0      | 0           | 0          |
| B. Bogojević   | 27       | 0    | 3           | 0          | 6                | 0                | 0                | 0                | 4                  | 0                  | 0                  | 0                  | 2                      | 0                      | 0                      | 0                      | 39       | 0      | 3           | 0          |
| B. Burčul      | 1        | 0    | 0           | 0          | 0                | 0                | 0                | 0                | 0                  | 0                  | 0                  | 0                  | 0                      | 0                      | 0                      | 0                      | 1        | 0      | 0           | 0          |
| Š. Butić       | 14       | 1    | 2           | 0          | 3                | 1                | 0                | 0                | 3                  | 0                  | 0                  | 0                  | 0                      | 0                      | 0                      | 0                      | 20       | 2      | 2           | 0          |
| M. Čabraja     | 2        | 0    | 0           | 0          | 1                | 0                | 0                | 0                | 3                  | 0                  | 0                  | 0                  | 0                      | 0                      | 0                      | 0                      | 6        | 0      | 0           | 0          |
| D. Čop         | 15       | 3    | 2           | 0          | 3                | 0                | 1                | 0                | 0                  | 0                  | 0                  | 0                  | 0                      | 0                      | 0                      | 0                      | 18       | 3      | 3           | 0          |
| M. Devetak     | 31       | 1    | 6           | 1          | 4                | 0                | 1                | 0                | 1                  | 0                  | 0                  | 0                  | 2                      | 0                      | 0                      | 0                      | 38       | 1      | 7           | 1          |
| N. Djouahra    | 28       | 4    | 1           | 0          | 5                | 2                | 0                | 0                | 1                  | 0                  | 0                  | 0                  | 1                      | 0                      | 0                      | 0                      | 35       | 6      | 1           | 0          |
| D. Dogan       | 14       | 0    | 0           | 0          | 2                | 0                | 0                | 0                | 0                  | 0                  | 0                  | 0                  | 0                      | 0                      | 0                      | 0                      | 16       | 0      | 0           | 0          |
| T. Fruk        | 33       | 10   | 5           | 1          | 6                | 4                | 0                | 0                | 4                  | 0                  | 1                  | 0                  | 2                      | 0                      | 1                      | 0                      | 45       | 14     | 7           | 1          |
| N. Galešić     | 16       | 2    | 3           | 0          | 1                | 0                | 1                | 0                | 4                  | 1                  | 2                  | 0                  | 2                      | 0                      | 1                      | 0                      | 23       | 3      | 7           | 0          |
| B. Goda        | 6        | 0    | 1           | 0          | 1                | 0                | 1                | 0                | 0                  | 0                  | 0                  | 0                  | 0                      | 0                      | 0                      | 0                      | 7        | 0      | 2           | 0          |
| A. Gojak       | 28       | 0    | 5           | 0          | 6                | 0                | 1                | 0                | 0                  | 0                  | 0                  | 0                  | 0                      | 0                      | 0                      | 0                      | 34       | 0      | 6           | 0          |
| V. Hodža       | 5        | 2    | 0           | 0          | 0                | 0                | 0                | 0                | 3                  | 0                  | 0                  | 0                  | 2                      | 0                      | 1                      | 0                      | 10       | 2      | 1           | 0          |
| S. Ilinković   | 14       | 0    | 0           | 0          | 5                | 0                | 0                | 0                | 0                  | 0                  | 0                  | 0                  | 0                      | 0                      | 0                      | 0                      | 19       | 0      | 0           | 0          |
| F. Ivanović    | 4        | 3    | 0           | 0          | 0                | 0                | 0                | 0                | 4                  | 0                  | 0                  | 0                  | 2                      | 1                      | 0                      | 0                      | 10       | 4      | 0           | 0          |
| N. Janković    | 34       | 8    | 6           | 0          | 5                | 0                | 1                | 0                | 4                  | 0                  | 1                  | 0                  | 2                      | 0                      | 1                      | 0                      | 45       | 8      | 9           | 0          |
| A. Majstorović | 32       | 0    | 7           | 0          | 6                | 0                | 1                | 0                | 3                  | 0                  | 0                  | 0                  | 2                      | 0                      | 0                      | 0                      | 43       | 0      | 8           | 0          |
| J. Manev       | 7        | 0    | 2           | 0          | 0                | 0                | 0                | 0                | 0                  | 0                  | 0                  | 0                  | 0                      | 0                      | 0                      | 0                      | 7        | 0      | 2           | 0          |
| D. Marić       | 1        | 0    | 0           | 0          | 0                | 0                | 0                | 0                | 0                  | 0                  | 0                  | 0                  | 0                      | 0                      | 0                      | 0                      | 1        | 0      | 0           | 0          |
| L. Menalo      | 17       | 1    | 2           | 0          | 4                | 0                | 2                | 0                | 0                  | 0                  | 0                  | 0                  | 0                      | 0                      | 0                      | 0                      | 21       | 1      | 4           | 0          |
| J. Obregón     | 0        | 0    | 0           | 0          | 0                | 0                | 0                | 0                | 2                  | 0                  | 0                  | 0                  | 0                      | 0                      | 0                      | 0                      | 2        | 0      | 0           | 0          |
| A. Oreč        | 7        | 0    | 3           | 0          | 2                | 0                | 1                | 0                | 0                  | 0                  | 0                  | 0                  | 0                      | 0                      | 0                      | 0                      | 9        | 0      | 4           | 0          |
| M. Pašalić     | 19       | 4    | 2           | 0          | 2                | 3                | 1                | 0                | 4                  | 0                  | 2                  | 0                  | 2                      | 0                      | 1                      | 0                      | 27       | 7      | 6           | 0          |
| D. Petrovič    | 34       | 1    | 6           | 0          | 4                | 0                | 0                | 0                | 4                  | 1                  | 1                  | 0                  | 2                      | 0                      | 1                      | 0                      | 44       | 2      | 8           | 0          |
| S. Perica      | 6        | 0    | 0           | 0          | 2                | 0                | 0                | 0                | 0                  | 0                  | 0                  | 0                  | 0                      | 0                      | 0                      | 0                      | 8        | 0      | 0           | 0          |
| J. Posavec     | 1        | 0    | 0           | 0          | 1                | -1               | 0                | 0                | 1                  | 0                  | 1                  | 0                  | 0                      | 0                      | 0                      | 0                      | 3        | -1     | 1           | 0          |
| S. Radeljić    | 27       | 2    | 4           | 1          | 5                | 1                | 1                | 0                | 0                  | 0                  | 0                  | 0                  | 1                      | 0                      | 1                      | 0                      | 33       | 3      | 6           | 1          |
| G. Rukavina    | 31       | 3    | 2           | 0          | 6                | 0                | 2                | 0                | 2                  | 0                  | 1                  | 0                  | 1                      | 0                      | 0                      | 0                      | 40       | 3      | 5           | 0          |
| C. Saho        | 1        | 0    | 0           | 0          | 0                | 0                | 0                | 0                | 0                  | 0                  | 0                  | 0                  | 0                      | 0                      | 0                      | 0                      | 1        | 0      | 0           | 0          |
| L. Selahi      | 30       | 1    | 5           | 1          | 6                | 0                | 0                | 0                | 4                  | 0                  | 0                  | 0                  | 2                      | 0                      | 0                      | 0                      | 42       | 1      | 5           | 1          |
| M. Škorić      | 3        | 0    | 0           | 0          | 0                | 0                | 0                | 0                | 0                  | 0                  | 0                  | 0                  | 0                      | 0                      | 0                      | 0                      | 3        | 0      | 0           | 0          |
| I. Smolčić     | 18       | 1    | 4           | 0          | 1                | 0                | 0                | 0                | 3                  | 0                  | 1                  | 0                  | 2                      | 0                      | 0                      | 0                      | 24       | 1      | 5           | 0          |
| N. Vučetić     | 1        | 0    | 0           | 0          | 0                | 0                | 0                | 0                | 0                  | 0                  | 0                  | 0                  | 0                      | 0                      | 0                      | 0                      | 1        | 0      | 0           | 0          |
| M. Zlomislić   | 34       | -21  | 2           | 0          | 5                | -2               | 0                | 0                | 4                  | -3                 | 1                  | 0                  | 2                      | -6                     | 1                      | 0                      | 45       | -32    | 4           | 0          |